# Pycnodictya thomasseti
Pycnodictya thomasseti är en insektsart som beskrevs av Boris Petrovich Uvarov 1929. Pycnodictya thomasseti ingår i släktet Pycnodictya och familjen gräshoppor. Inga underarter finns listade i Catalogue of Life.